# Pterobryopsis
Pterobryopsis là một chi rêu trong họ Pterobryaceae.